# Dactylispa ferox
Dactylispa ferox es una especie de insecto coleóptero de la familia Chrysomelidae.
Fue descrita científicamente en 1897 por Gestro.